# Adlerfels (Erzgebirge)
Der Adlerfels (auch Adlerfelsen genannt) ist eine 778,1 m ü. NHN hoch gelegene Felsgruppe mit dem Hauptbestandteil grobkörniger Turmalingranit südlich der Stadt Eibenstock im Erzgebirge.

## Beschreibung
Die steil aus dem Fichtenwald herausragende Felsformation ähnelt durch ihre Wülste und Blöcke einer burgartigen Erhebung. Auf Grund der ursprünglich sehr guten Aussicht auf Eibenstock wurde im ausgehenden 19. Jahrhundert ein kleiner Aussichtsturm aus Holz errichtet. Wegen Baufälligkeit wurde dieser Turm abgerissen und nicht wieder neu errichtet.
Etwas unterhalb vom Adlerfels liegt das Reutergut. Von dort ist bei klarem Himmel ein Panoramablick auf Eibenstock und die umliegenden Höhenzüge sowie die Talsperre Eibenstock möglich. Am nördlich gelegenen Berghang in Richtung Stadt befinden sich „Wurzelrudis Erlebniswelt“, die u. a. eine Allwetterbobbahn und einen Skilift enthält. Hier gibt es auch gelegentlich richtige Partys, wie die Tageszeitung Freie Presse 2011 berichtete.
Östlich vom Adlerfels verläuft der Carlsfelder Steig als Drei-Talsperren-Wanderweg zwischen Zeisiggesang (922 m) und Brückenberg (964 m) zum Ortsteil Carlsfeld.
Ganz in der Nähe gibt es ein Jugendgästehaus, das den Namen des Berges trägt: Am Adlerfelsen.